# 谷口浩一
谷口 浩一（たにぐち こういち、 1960年（昭和35年）12月15日 - ）は日本の実業家。株式会社チームデルタ代表取締役。

## 略歴
- 1960年（昭和35年） - 広島県広島市に生まれる。
- 1981年（昭和56年） - 事故に遭い車椅子生活となる。
- 2006年（平成16年） - 株式会社チームデルタ代表取締役に就任。

## 著作
- AllAboutにてコラム『4倍速マーケティング』連載中
  - その他、全国各地でセミナー講師もしている。